# جائزة أستراليا الكبرى للدراجات النارية 2005
جائزة أستراليا الكبرى للدراجات النارية 2005 هو سباق دراجات نارية أقيم بتاريخ 15 أكتوبر 2005 في حلبة الجائزة الكبرى بجزيرة فيليب. كان السباق الخامس عشر من أصل 17 في سباق الجائزة الكبرى للدراجات النارية موسم 2005. فاز الإيطالي فالنتينو روسي بفئة الموتو جي بي بينما جاء الأمريكي نيكي هايدن في المركز الثاني وحصل على المركز الثالث الإسباني كارلوس تشيكا.

## وصلات خارجية
- الموقع الرسمي